# Remote Method Invocation
RMI (ang. Remote Method Invocation – zdalne wywołanie metod) to mechanizm umożliwiający zdalne wywołanie metod obiektów. Obiekty te mogą znajdować się w innych maszynach wirtualnych Javy, które mogą znajdować się na innych komputerach.

## Zasada działania
Obiekty zdalne rejestrowane są pod wybranymi nazwami w serwisie RMI Registry. Aplikacja kliencka ściąga z RMI Registry tzw.  tego obiektu, który umożliwia komunikację z obiektem zdalnym przy użyciu wyeksportowanych metod w ten sam sposób, jakby chodziło o obiekt lokalny. Rola RMI Registry w tym miejscu kończy się – nie pośredniczy on w komunikacji pomiędzy aplikacją kliencką a obiektem zdalnym. Parametry metod będące obiektami przy wywołaniu zdalnym są serializowane.